# 毛枝垂穗石松
毛枝垂穗石松（学名：Palhinhaea cernua f. sikkimensis）为石松科垂穗石松属垂穗石松下的一个变型。

## 扩展阅读
- 維基物種上的相關：毛枝垂穗石松